# HMS Malaya (01)
«Малая» (англ. HMS Malaya (01) — військовий корабель, лінійний корабель типу «Квін Елізабет» Королівського військово-морського флоту Великої Британії.
«Малая» закладений 20 жовтня 1913 року суднобудівною компанією Sir W. G. Armstrong Whitworth and Company і спущений на воду в березні 1915 року. Лінійний корабель отримав назву на честь Федеративних Штатів Малаї, що входили на той час до складу британської колонії Малаї, чий уряд сплатив замовлення цього бойового корабля.
Брав участь в обох світових війнах. У Першу світову війну лінкор брав участь у Ютландській морській битві. Отримавши 8 влучень від вогню німецьких кораблів, «Малая», тим не менш, це коштувало легких ушкоджень.
У Другу світову війну лінкор використовувався в основному для ескорту торговельних караванів в Атлантичному океані і Середземному морі.

## Загальні характеристики
«Малая» — п'ятий і останній у серії лінкорів типу «Квін Елізабет». Лінкор мав максимальну довжину корпусу 196,2 м і максимальну ширину 27,6 м та глибину осадки 10,1 м. Стандартна водотоннажність становила 33 110 т і повна — 33 794 т при максимальному навантаженні. Рухома установка приводилася в дію двома комплектами парових турбін «Брауна-Кертіса», кожна з яких приводила в рух два вали, використовуючи пару від 24 котлів «Ярроу». Турбіни були розраховані на 75 000 кінських сил (56 000 кВт) і забезпечували максимальну швидкість корабля 25 вузлів (46,3 км/год). Корабель мав дальність ходу 5000 морських миль (9260 км) при крейсерській швидкості 12 вузлів (22,2 км/год). На момент введення до строю у 1916 році його екіпаж налічував 1016 офіцерів і матросів
Корабельна артилерія головного калібру (ГК) у лінкора «Малая»: вісім 381-мм гармат BL 15 inch Mk I із казенним зарядженням (BL) у чотирьох спарених баштах, попарно в носовій і задній частині надбудови, позначених як «A», «B», «X» і «Y» спереду назад. Дванадцять з чотирнадцяти 152-мм гармат BL 6 inch Mk XII були встановлені в казематах вздовж борта по центру корабля; остання пара встановлена на палубі бака біля кормової воронки й захищена гарматними щитами. Зенітне озброєння складалося з двох швидкострільних (QF) 76-мм зенітних гармат QF 3-inch 20 cwt. Лінкор мав власне торпедне озброєння: чотири 21-дюймові (533 мм) торпедні апарати, по два на кожному борту.
«Малая» був укомплектований двома приладами управління вогнем, оснащеними далекомірами 4,6 м. Один був встановлений над бойовою рубкою, захищений броньованим ковпаком, а інший знаходився над щоглою-триподом. Кожна башта також була оснащена 15-футовим далекоміром. Керівництво вогнем гармат головного калібру також можна було здійснювати з башти «В». Допоміжне озброєння в основному контролювалося приладами керування артилерійським вогнем, встановленими з кожного боку компасної платформи на фок-щоглі після того, як вони були встановлені в липні 1917 року.
Пояс ватерлінії лінкора складався з цементованої броні Круппа (KC) товщиною 330 мм над життєво важливими секціями корабля. Гарматні башти захищалися бронею KC завтовшки 279—330 мм і підтримувалися барбетами товщиною 178—254 мм. «Малая» мав кілька броньованих палуб товщиною 25-76 мм. Головна бойова рубка була захищена 330 мм бронею. Після Ютландської битви на головну палубу над льохами було додано ще 25 мм високоміцної сталі, а в артилерійських льохах було встановлене додаткове протиспалахове обладнання.
У 1918 році на кораблі були встановлені на дахах башт «В» і «Х» злітні платформи, з яких могли запускати винищувачі та розвідувальні літаки. Під час її переобладнання на початку 1930-х років платформи були демонтовані з башт, а висувна катапульта типу EIT була встановлена на даху башти «X» разом із краном для гідролітака. Спочатку це був Fairey IIIF, поки його у 1938 році не замінили на Fairey Swordfish.

## Історія служби

### Перша світова війна
Після введення в експлуатацію «Малая» розпочав службу у 5-й бойовій ескадрі Великого флоту контрадмірала Г'ю Евана-Томаса. Корабель узяв участь в Ютландській битві 31 травня 1916 року. Він вступив у бій з німецькими лінійними крейсерами і націлився на лінійний крейсер «Зейдліц», завдавши численних влучень зі своїх 381-мм гармат головного калібру. Коли німецька бойова лінія перехопила 5-ту бойову ескадру, «Малая» був уражений сімома 305-мм снарядами з кількох німецьких лінійних кораблів. Коли британська 5-та бойова ескадра відступила, щоб приєднатися до решти Великого флоту, корабель був уражений додатковим снарядом, ймовірно з німецького лінкору. Таким чином, під час битви лінкор дістав вісім влучень, отримавши значні пошкодження та значні втрати екіпажу. Загалом у бою чи пізніше від поранень загинуло 65 осіб. Однак його броня вистояла, не постраждавши навіть у критичній ситуації від ударів німецьких снарядів. Серед поранених був Ейбл Сіман Віллі Вікарейдж, один із перших чоловіків, якому зробили реконструкцію обличчя за допомогою пластичної хірургії, а також першим, хто отримав радикальну реконструкцію за допомогою техніки «трубчастого педикуля», вперше запропонованої сером Гарольдом Гіллісом.

### Міжвоєнний час
17 листопада 1922 року «Малая» перевіз останнього султана Османської імперії Мехмеда VI зі Стамбула у вигнання на Мальту. У серпні-вересні 1938 року він проходив службу в порту Хайфи під час арабського повстання 1936-39 років у Палестині.
У 1927-29 роках «Малая» був капітально відремонтований та модернізований. Другий великий ремонт/реконструкція відбулися в Девонпорті з жовтня 1934 по грудень 1936. Броня середньої палуби була збільшена до 5 дюймів над магазинами та 3,5 дюймів над машинними відділеннями. Зенітне озброєння збільшено до 8 × 4" Mk XVI (4 × 2) і 16 (2 × 8) 2-дюйових тип «пом-пом». Торпедні апарати демонтували, а крос-катапульту та підвіски додано в середині корабля.

### Друга світова війна
На момент початку Другої світової війни у Середземному морі лінкор «Малая» служив у Середземноморському флоті. Протягом кампанії в Середземному морі лінкор виконував завдання зі супроводження конвоїв та діяв проти італійського флоту.
9 червня 1940 року «Малая» брав участь у битві біля Калабрії. Британські ВМС вступили в бій з італійським флотом, включаючи лінійні кораблі «Конте ді Кавур» і «Джуліо Чезаре». «Малая» випустив кілька снарядів головного калібрі, перебуваючи під вогнем «Конте ді Кавура». Завдяки своїм діям «Малая» допоміг відігнати всі італійські військові кораблі, не зазнавши жодних пошкоджень і влучень.
У лютому 1941 року корабель брав учать в обстрілі Генуї в рамках операції «Грог».
7 березня 1941 року, супроводжуючи конвой SL 67, «Малая» зіткнувся з німецькими головними кораблями «Шарнгорст» і «Гнайзенау», які здійснювали рейдові дії в ході операції «Берлін», спрямованої проти конвоїв союзників. Лише своєю присутністю британський лінійний корабель змусив їх відступити, хоча атака підводного човна, яка мала на меті потопити «Малаю», завдала деякої шкоди конвою.
Пізніше того ж місяця «Малая» супроводжував конвой SL 68. Увечері 20 березня 1941 року, приблизно у 250 милях на захід-північний захід від островів Кабо-Верде, «Малая» був уражений торпедою U-106. Зазнавши пошкодження лівого борту і з креном 7 градусів через затоплення внутрішніх об'ємів «Малая» був змушений покинути конвой і направитися в порт у супроводі корвета «Крокус». 29 березня він благополучно дістався Тринідаду. Після тимчасового ремонту корабель продовжив шлях до Нью-йоркської військово-морської верфі, де був на ремонті протягом чотирьох місяців. За цей час екіпаж корабля переправив десять шлюпів класу «Банфф» до Британії.
9 липня 1941 року «Малая» залишив Нью-Йорк, пройшов тестові випробування після ремонту і попрямував до Галіфакса у Новій Шотландії, щоб забезпечити захист термінового швидкого конвою. Жодне судно не було втрачено, і 28 липня «Малая» прибув до Росайта. Після цього він супроводжував конвої зі Сполученого Королівства на Мальту та Кейптаун до літа 1943 року.
Наприкінці 1943 року «Малая» була відправлена до резерву. У цей час усе його допоміжні 6-дюймові гармати було знято, а зенітне озброєння було посилено. Між 15 і 17 травня 1944 року «Малая» використовувався в озері Лох-Стрівен як корабель-мішень для інертних прототипів підстрибуючих бомб «Хайбол», одна з яких пробила дірку в борту судна. Його відновили безпосередньо перед висадкою в Нормандії, щоб діяти як резервний лінкор з артилерійської підтримки висадки десанту.
Наприкінці 1944 року «Малая» був остаточно виведений з експлуатації і став плавучою казармою для екіпажів торпедної школи. 20 лютого 1948 року лінкор було продано Metal Industries, Limited, 12 квітня 1948 року він прибув до Фаслейна для утилізації.